# Christian Horneman
 Ikke at forveksle med filosoffen Christian Hornemann.
Christian Horneman (født 15. august 1765 i København, død 7. marts 1844 sammesteds) var en dansk miniature- og pastelmaler. Han var far til komponisten Emil Horneman.
Christian Horneman uddannedes fra 1780 ved Kunstakademiet. Han vandt i 1785 den mindre og 1786 den store sølvmedalje. I 1787 rejste han udenlands og blev borte i seksten år. Undervejs specialiserede han sig i miniaturemaleri. På rejsen oplevede han bl.a. revolutionens udbrud i Paris 1789, og han fik lejlighed til at portrættere enkelte af tidens betydeligste mænd som Beethoven (1802) og Haydn. 
Han lavede en række skitser af andre, som findes i en skitsebog i Kobberstiksamlingen. Under den lange udenlandsrejse blev han inspireret af Sydeuropas portrætkunst. Han var i Italien og i Wien, hvor bl.a. Wilhelm Tischbein og H.F. Fügers værker påvirkede ham. I Berlin lærte han, sandsynligvis af maleren Daniel Nikolaus Chodowiecki, tegning med sølvstift på grunderet karton, en teknik, som han ofte anvendte i Danmark.
I 1803 var han tilbage i København. I 1804 blev han udnævnt til hofminiaturemaler og i 1805 blev han medlem af Kunstakademiet. Han var med til at udfylde det tomrum i portrætkunsten, som opstod efter Cornelius Høyers og Jens Juels død. Lige til 1830 synes han at have været en virksom portrætmaler i miniature og måske endnu mere i pastel, der blev det materiale, i hvilket han udførte sine bedste arbejder. Desuden lavede Horneman i 1820'erne en række litografier.
I sine senere år var han plaget af sygdom. Han havde i 1816 af Akademiet fået fribolig på Charlottenborg og fik fra 1840 en årlig understøttelse. I 1835 blev han titulær professor.
Han er begravet på Garnisons Kirkegård.
Hornemans billeder kan ses bl.a. på Statens Museum for Kunst. I alt opregner Kunstindekset 23 billeder[kilde mangler] af ham på danske museer. På Weilbach angives 72.

## Billeder
| - Portrætter af Christian Horneman - Portræt af den unge Christian 8., tidlig 1800-tal - Herman Wedel-Jarlsberg, o. 1805. Norsk politiker - Jens Baggesen, 1806 - Andreas Kirkerup, hofarkitekt, stadsbygmester og brandmajor. Ca. 1810 - Knud Lyne Rahbek, 1815 - Johan Chr. Duntzfeldt, 1821. Flådeofficer - Pastel of Friedrich Kuhlau, 1828 - Maria Elisabeth Brinck-Seidelin, født Krag/Kragh, 1832 - Theodor von Schön (de), 1840. Tysk statsmand - Georg Wilhelm Timm (en). Ml. 1783 og 1844 - Sønnen Emil Horneman. Ml. 1820 og 1844 - Bertel Thorvaldsen. Ml. 1820 og 1844 - Juliane Marie Jessen, ukendt dato |